# David Brâncoveanu
David Brâncoveanu (d.1597) a fost stră-bunicul lui Constantin Brâncoveanu. Era soțul Mariei, vara lui Matei Basarab și tatăl lui Preda Brâncoveanu. Într-un act din 1577 el dețina funcția de Postelnic din Brâncoveni.
1. ↑  Lecca, Octav-George. Familiile boieresti romane : istoric si genealogie. p. 90.